# 坂本健一
坂本 健一（さかもと けんいち、1874年3月 - 1930年?月）は、日本の歴史家、著述家。
号は蠡舟（れいしゅう・いしゅう）。坂本 健名義の著書もあるらしい。

## 生涯
兵庫県淡路島平民出身。1895年7月3日に旧制第四高等学校大学予科第一部を卒業、1898年7月10日に東京帝国大学文学部史学科を卒業。1900年北京京師大学堂（現・北京大学）の招聘を受け、7年間の出向を経て著述業に従事。
大正期には「コーラン経」（1920年、セイルらのクルアーン英訳本からの重訳）や「ムハメッド伝」（1923年）を著した。

## 著作
- 坂本健一『麻謌末』博文館〈世界聖典全集〉、1899年。
- 坂本健一、高桑駒吉『新撰東洋史』富山房、1901年。
- 坂本健一『日本風俗史』 48巻、博文館〈帝國百科全書〉、1910年4月。
- エドワード・ギボン『羅馬盛衰史』1918年。 翻訳。
- 『コーラン經』世界聖典全集刊行會〈世界聖典全集〉、1920年。 George Sale、Reverend John RodwellのThe Koran(1861) Edward Henry PalmerのThe Qur'an(1880)を参照したクルアーンの重訳。
- 『ムハメッド傳』1923年。
- 「成吉思汗傳」『成吉思汗非源義經』雄山閣、1925年。
- 『通俗世界歴史』五巻（博文館）

## 関連人物
以下は北京京師大学堂での同僚。
- 服部宇之吉
- 太田達人(文部省図書審査官)
- 桑野久任(東大助教授)
- 矢部吉禎(東大助教授)
- 氏家謙曹(二高教授)
- 西村熊二(工学士)
- 高橋勇（1891年東京美術学校 (旧制)絵画科入学、1896年卒）[6]
- 法貴慶次郎(後の東京市視学)
- 鈴木信太郎 (弘前高等学校長)[7]
- 林紓 清末の文人。数々の西洋小説の漢文文語訳で知られる。